# 倪雲
倪雲（？—？），浙江长兴县人，清朝政治人物。捐纳出身。

## 生平
咸丰十一年二月，擔任清朝廣東省潮州府豐順縣知縣。后由沈慈曾接任。